# 홈 네트워킹
홈 네트워킹(Home Networking)은 가정 내 다양한 정보기기들 상호 간에 네트워크를 구축하는 것이다. 좀 더 구체적으로 말하면 가정 내부에서는 정보 가전 기기들이 유·무선 네트워크를 통해 상호 커뮤니케이션하고 외부에서는 인터넷을 통해 상호 접속이 가능한 환경을 구축하는 것을 의미한다.

## 분야별 관련 기술

### 홈 네트워킹 기술

#### 유선기반 홈 네트워킹 기술
- 이더넷 - 기업 내 표준 네트워크 기술
- 홈PNA - 전화선을 이용한 홈 네트워킹 기술
- 전력선 통신 (PLC) - 전력선을 이용한 홈 네트워킹 기술
- IEEE 1394 - 디지털 오디오,비디오 기기간 디지털 데이터 전송 표준

#### 무선기반 홈 네트워킹 기술
- 와이파이(WiFi) - IEEE 802.11 WLAN, 무선 네트워킹의 표준
- 홈RF
- 블루투스
- HR WPAN
- UWB
- LR WPAN
- 무선 1394 기술

### 정보 가전 기기
- 홈 게이트웨이
- 홈 서버
- 디지털TV
- 정보가전 제품
- 게임기
- 휴대용 정보단말기

### 기반 소프트웨어
- RTOS
- 정보가전 제어 및 스트리밍 미들웨어
- 시스템 미들웨어
- 시스템 유틸리티

## 같이 보기
- 접근 제어
- 보안 소프트웨어
- 암호화
- 방화벽 (네트워킹)
- 가정 자동화
- 홈 서버
- 실내 위치 추적 서비스
- 매터 (표준)
- 네트워크 보안
- 가상 비서